# چکاوک بیابانی

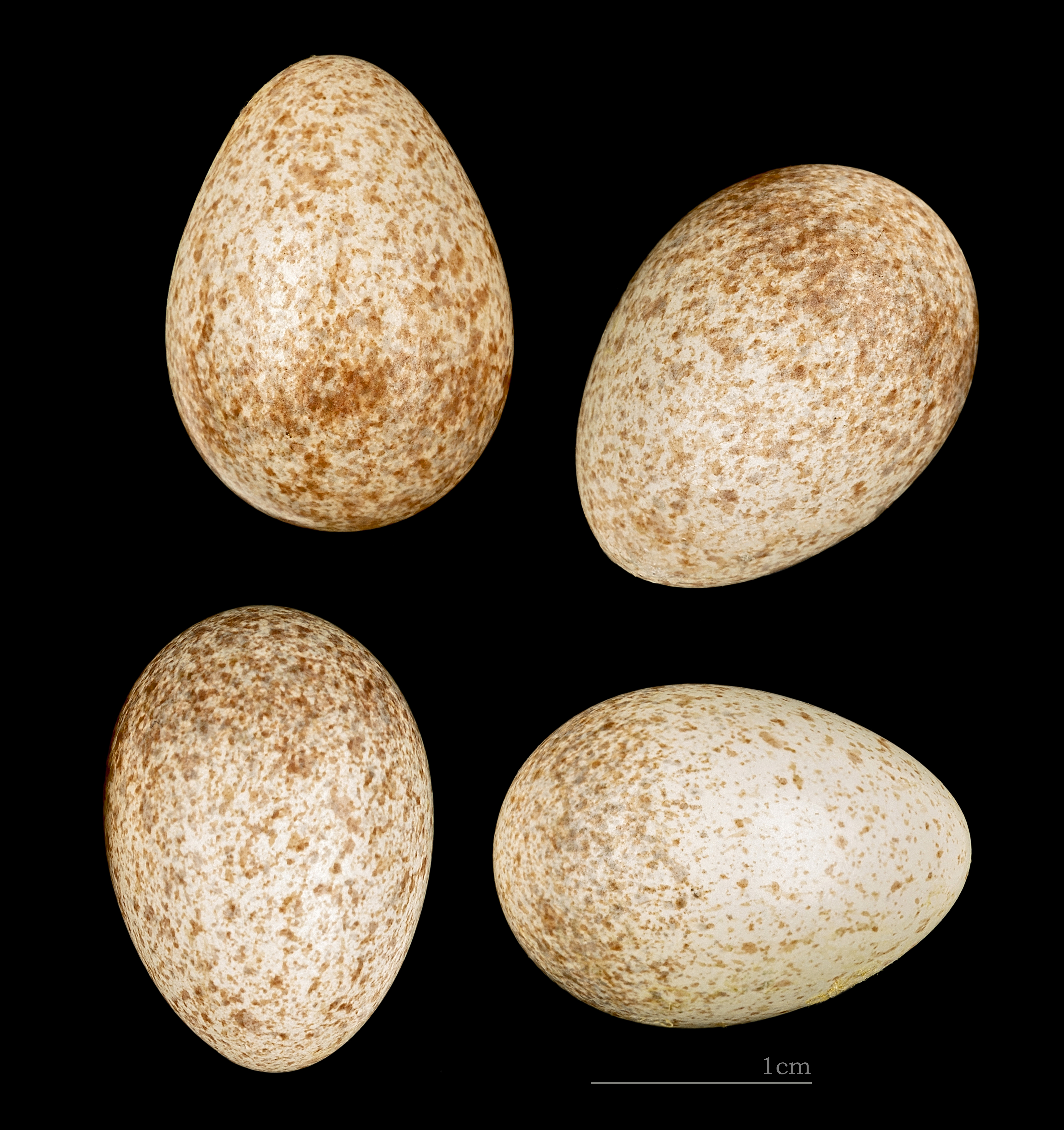
Ammomanes deserti algeriensis

چکاوک بیابانی یا چکاوک سنگلاخ (نام علمی: Ammomanes deserti) پرنده‌ای از راستهٔ گنجشکسانان و از تیرهٔ چکاوکان که ۱۵ سانتیمتر طول دارد. این پرنده در ایران بومی و فراوان است.